# طحالية (نبات)
حَشِيشَة الطِّحَال أو الطُّحَال أو العُقْرُبان (الاسم العلمي: Asplenium) هو جنس من السراخس يتبع الفصيلة الطُّحَالِيَّة من رتبة السرخسيات. سُميت هذه النبتة بحشيشة الطِّحال أو الطُّحَال لأنه كان يعتقد أنها تصلح لمداواة أمراض الطحال.

## أنواعه
يضمّ جنس الطُّحَال أكثر من 700 نوعاً، منها:
- سبع الأرض (الاسم العلمي: Asplenium ruta-muraria).
- سرخس البلوط (الاسم العلمي: Asplenium adiantum-nigrum).
- سَرْخَس عُشّ الطَّيْر (الاسم العلمي: Asplenium nidus).
- سَرْخَس عُشّ الغُرَاب (الاسم العلمي: Asplenium australasicum).
- الطُّحَال البَحْرِيّ (الاسم العلمي: Asplenium marinum).
- العقربان (الاسم العلمي: Asplenium scolopendrium).
- لحاء الغول (الاسم العلمي: Asplenium trichomanes).